# Daniel Alcides Carrión (tỉnh)
Tỉnh Daniel Alcides Carrión (tiếng Tây Ban Nha: Provincia de Daniel Alcides Carrión) là một tỉnh thuộc vùng Pasco của Peru. Tỉnh Daniel Alcides Carrión có diện tích 1887 km², dân số thời điểm theo điều tra dân số ngày 11 tháng 7 năm 1993 là 36098 người. Tỉnh lỵ đóng ở Yanahuanca.